# ノーティカ
ノーティカ（Nautica）はラグジュアリー（5つ星）クラスのクルーズ客船。船籍はマーシャル諸島。船名の「Nautica」はラテン語で「船」を意味する。

## 略歴
ルネッサンス・クルージイズ社のプレミアム（4つ星）クラスのクルーズ客船R FIVEとして2000年に就航。その後2004年4月にオセアニア・クルージイズ社に移籍し、改装によりグレードアップされ、2005年11月28日に現在の船名で就航した。

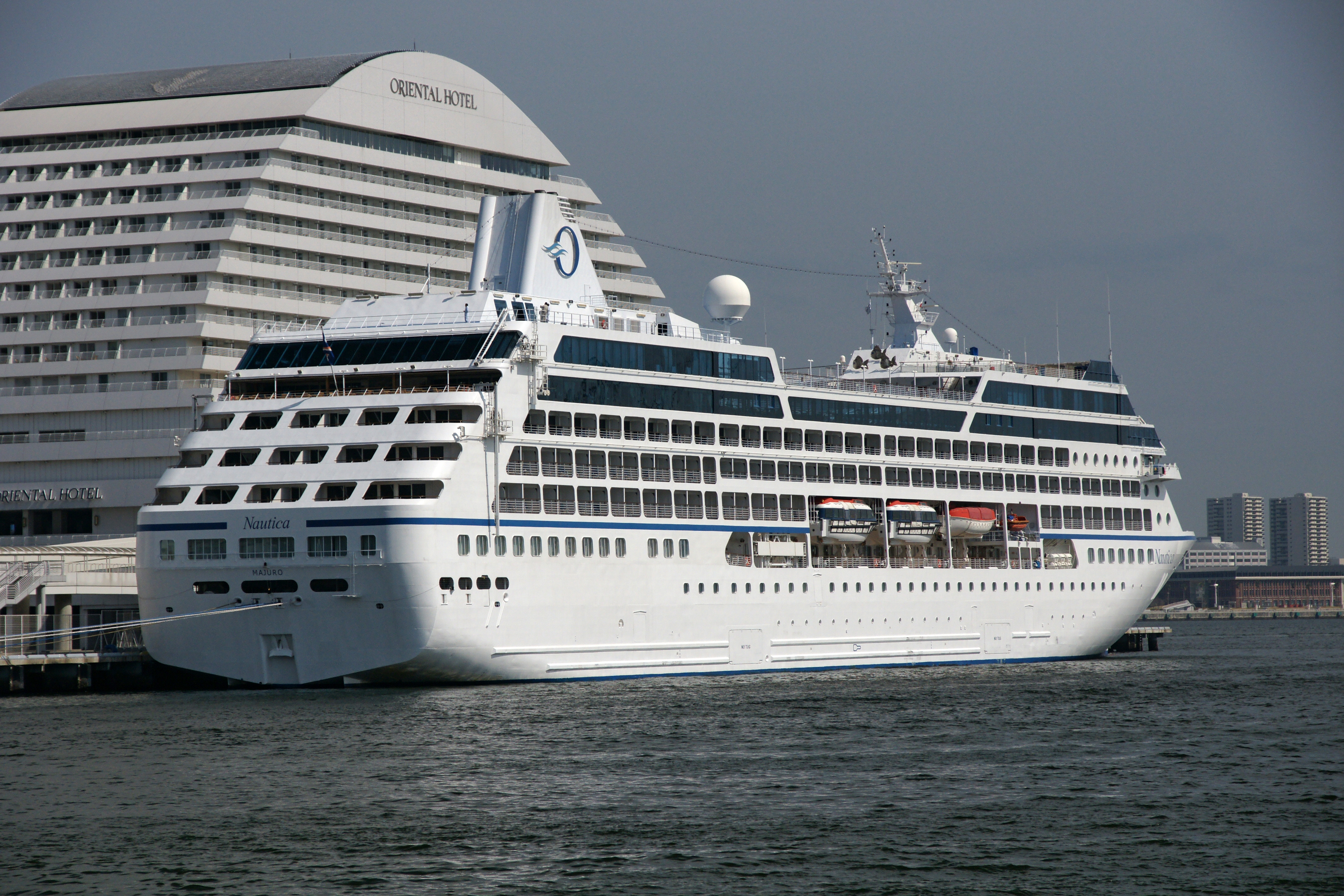
右舷後方より
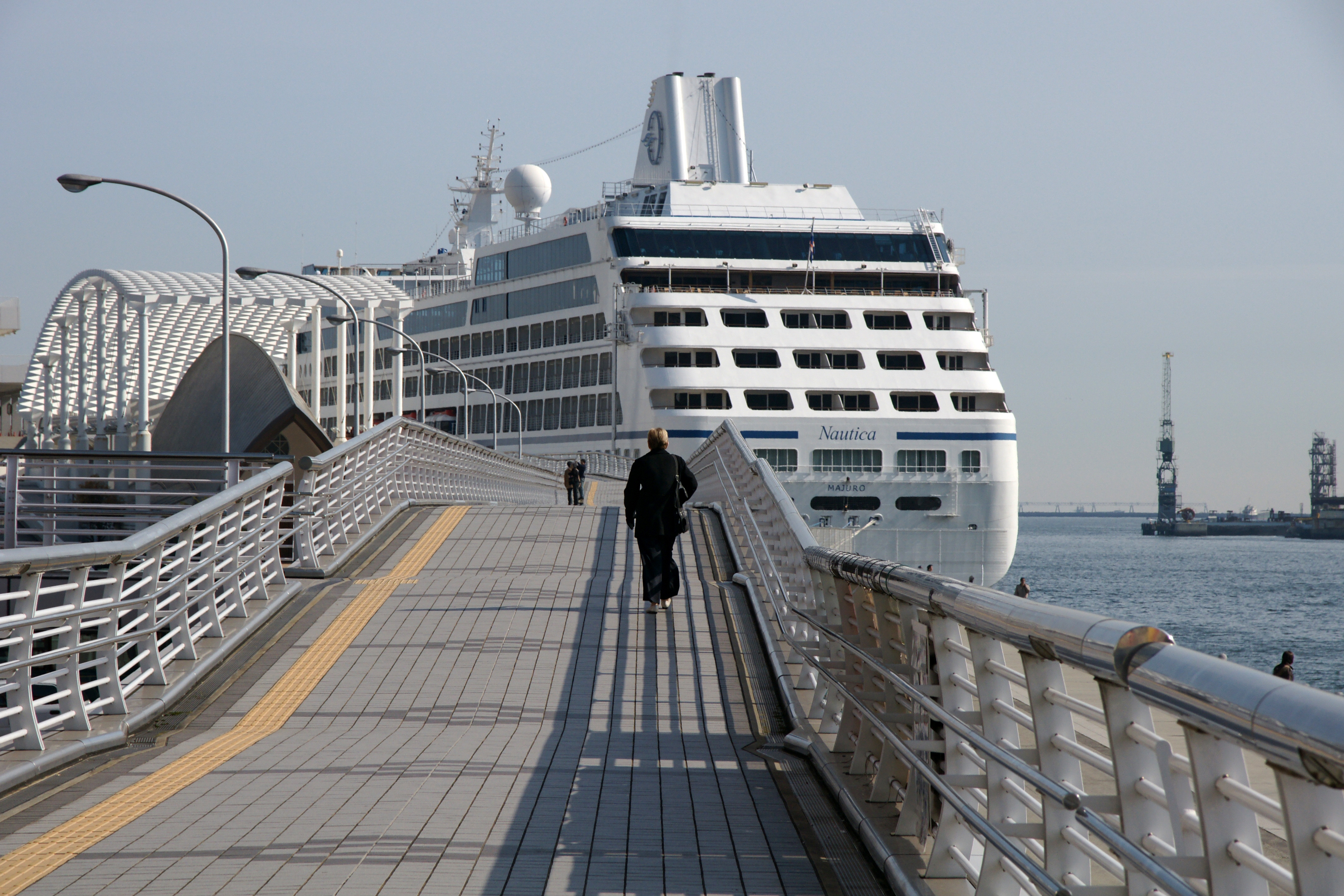
船尾
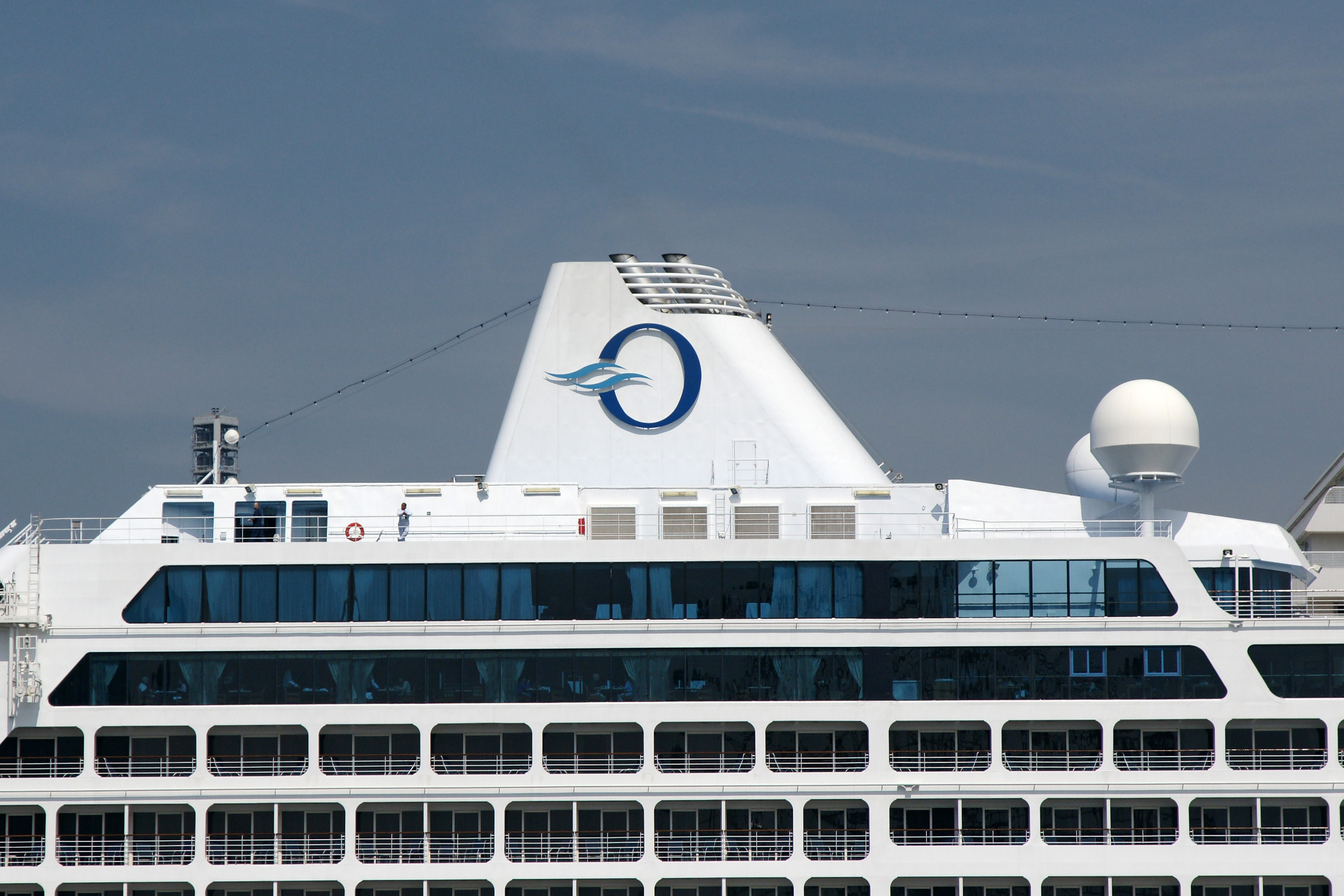
ファンネル